# Uranotaenia apicotaeniata
Uranotaenia apicotaeniata är en tvåvingeart som beskrevs av Theobald 1909. Uranotaenia apicotaeniata ingår i släktet Uranotaenia och familjen stickmyggor. Inga underarter finns listade i Catalogue of Life.